# Oscar Loya

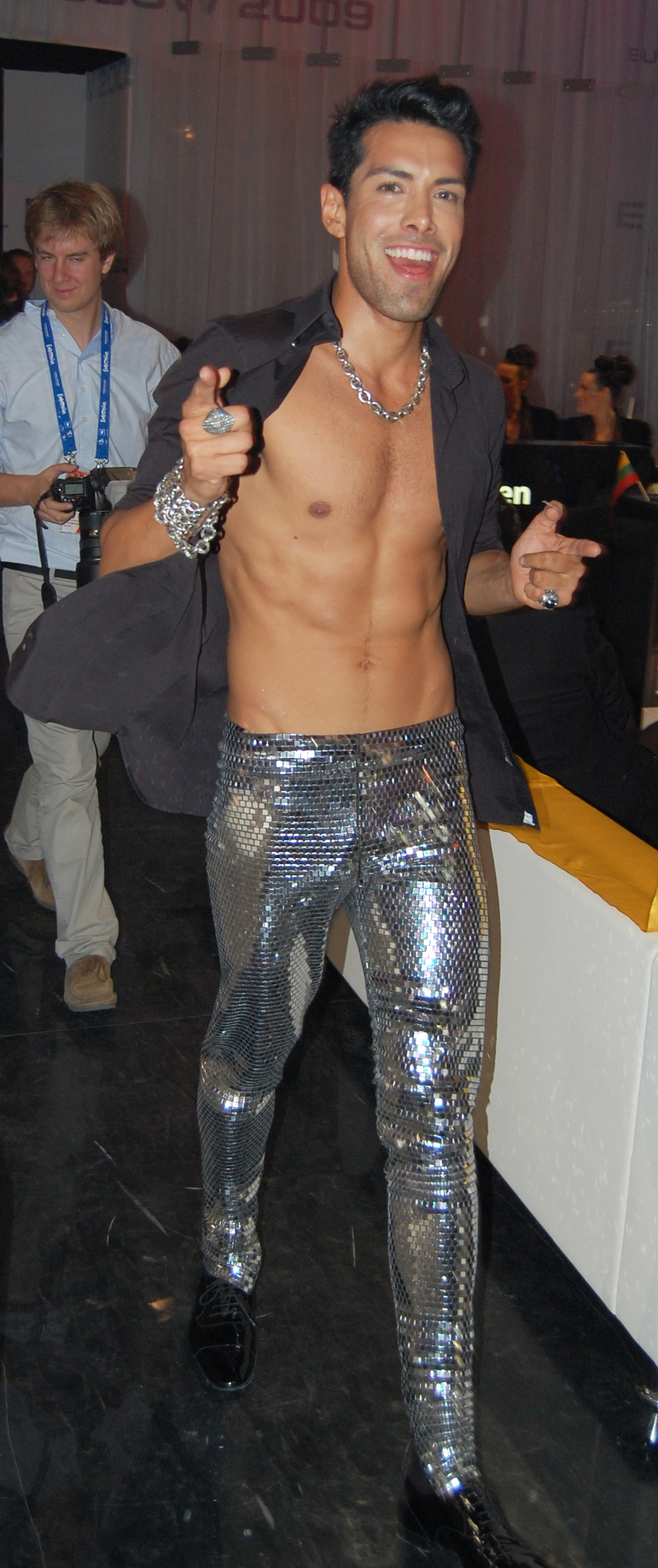
Oscar Loya vid finalen av Eurovision Song Contest 2009 i Moskva

Oscar Loya, född 12 juli 1979 i Indio, Kalifornien, är en amerikansk sångare och Broadway-musikalartist med mexikanskt påbrå.

## Karriär
Loya växte upp som den yngsta av fem barn i staden Indio, Kalifornien. Loya är öppet homosexuell. Efter att ha arbetat som modedesigner och stylist flyttade han år 2003, 25 år gammal, till New York, där han spelade med i olika musikaler. Han har även uppträtt i musikaler i städer som Hongkong, Taiwan, Peking och Wien m.fl. 2004 spelade Loya en roll i musikalen West Side Story i München, där han senare träffade sin nuvarande partner. 2006 flyttade Loya till München permanent, och släppte där år 2009 sitt debutalbum Heart 4 Sale. Albumet innehåller 13 låtar, bland annat balladen Heart 4 Sale. Albumet nådde som högst en 88:e listplacering i Polen. Den 30 oktober 2010 deltog Oscar Loya i OGAE Luxemburgs årliga Eurovision-gala. Där framförde han sitt Eurovision-bidrag Miss Kiss Kiss Bang, och två av hans nya låtar.

### Eurovision Song Contest 2009
I maj 2009 representerade Loya, tillsammans med Alex Christensen, Tyskland i Eurovision Song Contest 2009 i Moskva, Ryssland. De gick under gruppnamnet Alex swings Oscar sings. I finalen ackompanjerades de med en speciell gäst, burleskartisten Dita Von Teese. De slutade på en 20:e plats med 35 poäng. Låten de deltog med hette Miss Kiss Kiss Bang. Låten släpptes även som singel, och nådde sin högsta listplacering i Tyskland som nummer 20. Låten tog sig även in på Österrikes, Sveriges och Storbritanniens singellistor.

## Diskografi

### Singlar
| År   | Singel                | Listpositioner | Listpositioner | Listpositioner | Listpositioner | Album        |
| År   | Singel                | DE             | AT             | SE             | UK             | Album        |
| ---- | --------------------- | -------------- | -------------- | -------------- | -------------- | ------------ |
| 2009 | "Miss Kiss Kiss Bang" | 20             | 71             | 35             | 85             | Heart 4 Sale |

### Studioalbum
| År   | Album                               | Listpositioner |
| År   | Album                               | PL             |
| ---- | ----------------------------------- | -------------- |
| 2009 | Heart 4 Sale (med Alex Christensen) | 88             |
| 2011 | Learn Something New                 | –              |
| 2011 | Beast                               | –              |